# 2 Brygada Kawalerii Narodowej (Wielkie Księstwo Litewskie)

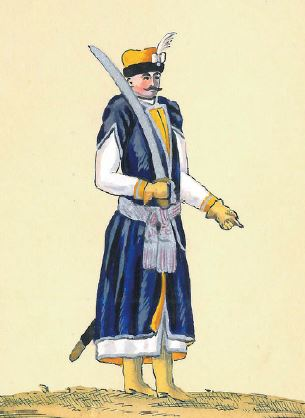
Oficer 2 Brygady Kawalerii Narodowej Wielkiego Księstwa Litewskiego w 1775

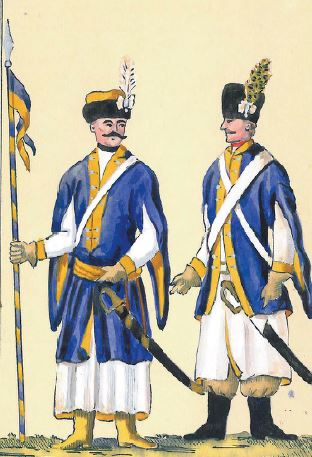
Ułan i pocztowy 2 Brygady Kawalerii Narodowej Wielkiego Księstwa Litewskiego w 1775

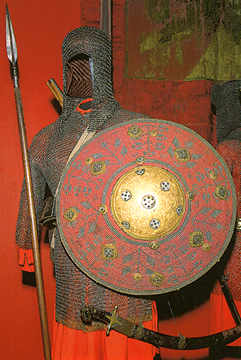
Uzbrojenie petyhorskie,
Muzeum Wojska Polskiego

2 Brygada Kawalerii Narodowej Wielkiego Księstwa Litewskiego – brygada jazdy armii Wielkiego Księstwa Litewskiego Rzeczypospolitej Obojga Narodów.
Inne nazwy brygady: Brygada Petyhorską lub  Brygada Pińską.

## Formowanie i zmiany organizacyjne
Utworzona w 1776 z oddziałów petyhorskich. W 1776 roku liczyła etatowo 478 żołnierzy. W 1777 roku w skład brygady wchodził sztab i chorągwie: chorągiew J. K. M, chorągiew B. Wlk. Lit., chorągiew B. Pl. Lit., chorągiew M. Brzostowskiego, chorągiew J. A. Mniszcha, chorągiew M. Ogińskiego, chorągiew J. M. Chodkiewicza, chorągiew A. Czartoryskiego, chorągiew A. M. Rokickiego, chorągiew A. K. Czartoryskiego, chorągiew L. Tyszkiewicza, chorągiew M. Łopotta, chorągiew M. Ogińskiego, chorągiew J. Suchodolskiego, chorągiew D. Głuchowskiego, chorągiew S. Aleksandrowicza. Chorągwie zgrupowane były w czterech szwadronach po cztery chorągwie.
Stan faktyczny według „raty marcowej” z 1777 roku wynosił 284 żołnierzy. Reformy sejmu czteroletniego przewidywały w 1789 przyrost liczebności wojsk do armii 100 tysięcznej. Nieco później zmniejszono jej etat do 65 tysięcy. Przy zachowaniu etatu z 1776, nowy zaciąg dla jednostki przewidywał 1120 ludzi, co razem miało stanowić 1598 żołnierzy w służbie. Stan oddziału w 1792 roku, do czasu przejęcia wojska litewskiego przez konfederację targowicką, wynosił etatowo 1619 żołnierzy a praktycznie 1608. Można przyjąć, że w kwietniu 1794 roku stan brygady wynosił etatowo 854 żołnierzy, a faktyczny 342. W 1994 roku zorganizowana była w 8 chorągwi.
Brygada zorganizowana była w 2 szwadrony po dwie chorągwie. Jej stan liczebny na dzień 1 sierpnia 1793 wynosił 369 ludzi i 208 koni, a 16 kwietnia 1794 około 360 ludzi i około 300 koni.

## Żołnierze brygady
Stanowiska oficerskie w brygadzie zajmowali: brygadier-komendant, wicebrygadier-wicekomendant, major, kwatermistrz-kasjer, audytor, adiutant, rotmistrz, porucznik, podporucznik i chorąży. Rangami oficerskimi były też stopnie: towarzysza i namiestnika. Odpowiadały one randze chorążego. Nie byli oni patentowani przez króla lecz przez rotmistrzów lub hetmanów i ich rzeczywiste role w chorągwiach bardziej można przyrównać do podoficerskich.
Komendanci:
- Franciszek Ksawery Chomiński
- Piotr Antoni Twardowski (14 października 1790)
- Józef Kopeć (1794)

## Walki brygady
Brygada brała udział w walkach w czasie wojny w obronie Konstytucji 3 maja i insurekcji kościuszkowskiej.
Bitwy i potyczki:
- bitwa pod Mirem (11 czerwca 1792)
- bitwa pod Dubienką (18 maja 1794)
- Mikołajów (23 maja 1794)
- obrona Warszawy
- bitwa pod Gołkowem (9-10 lipca 1794)
- Wola (27 lipca 1794)
- Wilno (10 sierpnia 1794)
- Szwedzkie baterie (25 sierpnia 1794)
- Powązki (28 lipca oraz 26/27 sierpnia 1794)
- Błonie (9 września 1794)
- bitwa pod Maciejowicami (10 października 1794)
- obrona Pragi (4 listopada 1794).